# Huozhou
Huozhou, tidigare romaniserat Hwohsien (kinesiska: 霍縣?, pinyin: Huò xiàn), är en stad på häradsnivå som lyder under Linfens stad på prefekturnivå i Shanxi-provinsen i norra Kina. Den ligger omkring 160 kilometer sydväst om provinshuvudstaden Taiyuan. 

## Källa
1. ↑  ”worldpostmarks.net”. Arkiverad från originalet den 2 januari 2015. https://web.archive.org/web/20150102101710/http://worldpostmarks.net/HTML%20Countries/china.htm. Läst 22 juli 2015.